# Endangered Species
Endangered Species je osmi album sastava Lynyrd Skynyrd na kojem je su zapažene akustične inačice pjesama.

## Popis pjesama
1. "Down South Jukin'" - 2:38
2. "Heartbreak Hotel"  - 4:01
3. "Devil in the Bottle" - 3:35
4. "Things Goin' On" - 3:00
5. "Saturday Night Special" - 3:53
6. "Sweet Home Alabama" - 4:01
7. "I Ain't the One" - 3:27
8. "Am I Losin'" - 4:06
9. "All I Have Is a Song" - 3:21
10. "Poison Whiskey" - 2:47
11. "Good Luck, Bad Luck" - 3:23
12. "The Last Rebel" - 5:42
13. "Hillbilly Blues" - 3:42

## Osoblje
Lynyrd Skynyrd
- Johnny Van Zant - vokali
- Gary Rossington - gitara, akustična gitara
- Mike Estes - gitara, akustična gitara
- Leon Wilkeson - bas-gitara i akustična bas-gitara
- Billy Powell - klavir
- Owen Hale - bubnjevi, udaraljke
- Ed King - gitara i akustična gitara, mandolina

- Dale Krantz Rossington - prateći vokal
- Debbie Davis - prateći vokal